# 像屈耽
像屈耽，為南北朝時期鄧至首領之，一在位年期不詳。宋文帝時 (424年—453年)，他遣使獻馬。以後世系不明，要直至像舒彭才有微量資料。